# Streptocitta
Genre
Streptocitta est un genre de passereaux de la famille des Sturnidés. Il est endémique de Célèbes et des îles proches,.

## Liste des espèces
Selon la classification de référence du Congrès ornithologique international (version 8.1, 2018) :
- Streptocitta albertinae (Schlegel, 1865) — Streptocitte des Sula, Mainate d'Albertine
- Streptocitta albicollis (Vieillot, 1818) — Streptocitte à cou blanc, Mainate à gorge blanche
  - Streptocitta albicollis albicollis (Vieillot, 1818)
  - Streptocitta albicollis torquata (Temminck, 1828)